# ケルキ空港
ケルキ空港（ケルキくうこう、トルクメン語: Kerki halkara howa menzili、英語: Kerki International Airport、IATA: KEA, ICAO: UTAE）は、トルクメニスタン東部のレバプ州ケルキ市にある国際空港。ケルキ空港のおもな目的は、レバプ州において主要空港であるテュルクメナバート空港に次ぐ2番手の空港として機能することにある。
この空港は、1時間に100人を処理する能力があり、同時に2機の大型旅客機と4機のヘリコプターを受け入れることができる。

## 歴史
ケルキに飛行場を設ける指令は、1946年に署名された。最初に運航が始まったのは1946年3月のことであった。週に1回、Po-2を使用して、ケルキからアシガバートとマルへ、旅客が運ばれた。何年もの間、飛行機やヘリコプターが、未舗装の滑走路から飛び立ち、ガウルダク、チャルジョウ、ガラメトニヤズ (Garametniyaz)、ゼーメット (Zähmet) などの各地へ向かった。1974年に、強化コンクリートの滑走路が建設された。空港の標高は、237m（770フィート）である。この最初の空港は、新しい空港が完成して退役となった。

## 新空港

### 建設
ケルキにおける新空港の建設は、2019年3月から始まった。建設にあたったのは、トルクメニスタンの企業 Gündogdy であった。建設は2021年3月に完了した。

### 機能
ケルキの新空港は、2021年6月23日に開港した。開校式には、トルクメニスタンの大統領グルバングル・ベルディムハメドフをはじめ、政府関係者、その他の政治家などが立ち会った。この空港には、ICAO空港コード UTAE.、IATA空港コード KEA が割り当てられている。

## 設備
この空港の敷地は、200ヘクタール以上に及んでいる。空港のメイン・ターミナルには、120席の待合室、2か所の発券所、救護室、国際コミュニケーション・ポイント、荷物預かり所、郵便局、カフェテリア、CIPホール、母子室、30席の食堂などが備えられている。
飛行機の駐機場（エプロン）は、同時に2機の大型旅客機と4機のヘリコプターを受け入れることができる。その他インフラ施設としては、緊急消防の建物、整備部門、チェックポイント、特殊車両の車庫、その他の補助設備が施されている。空港施設には、旅客や空港従業員用の駐車場もあり、駐車場にはバス停もある。

## 就航航空会社と就航都市

### 国内線
| 航空会社             | 就航地       |
| -------------------- | ------------ |
| トルクメニスタン航空 | アシガバート |